# Hilding Ahlberg
Anders Hilding Ahlberg, född 26 maj 1888 i Hässleholm, död 1986, var en svensk guldsmed och konstnär.
Vid sidan av sitt arbete som guldsmed var Ahlberg verksam som konstnär. Han studerade konst under studieresor till Belgien, England och USA. Hans konst består av stilleben och välstämda landskapsmålningar.